# Latín medieval
El latín medieval fue la forma de latín usada en la Edad Media, en primer lugar como idioma para la enseñanza y como lengua litúrgica de la Iglesia católica medieval, pero también como lengua de la ciencia, la literatura, la ley y la administración. A pesar del origen eclesiástico de muchos de sus autores, el latín medieval no debería ser confundido con el latín eclesiástico.
No existe un acuerdo sobre cuál es el límite en el que termina el latín tardío escrito y empieza el latín medieval. Sin embargo, el término latín vulgar sí presenta características lingüísticas diferenciadas e independientes de los modelos clásicos en que se basa el latín medieval. Algunos estudiosos eruditos afirman que comienza con el latín de textos cristianos de mediados del siglo IV; otros, alrededor del año 500.

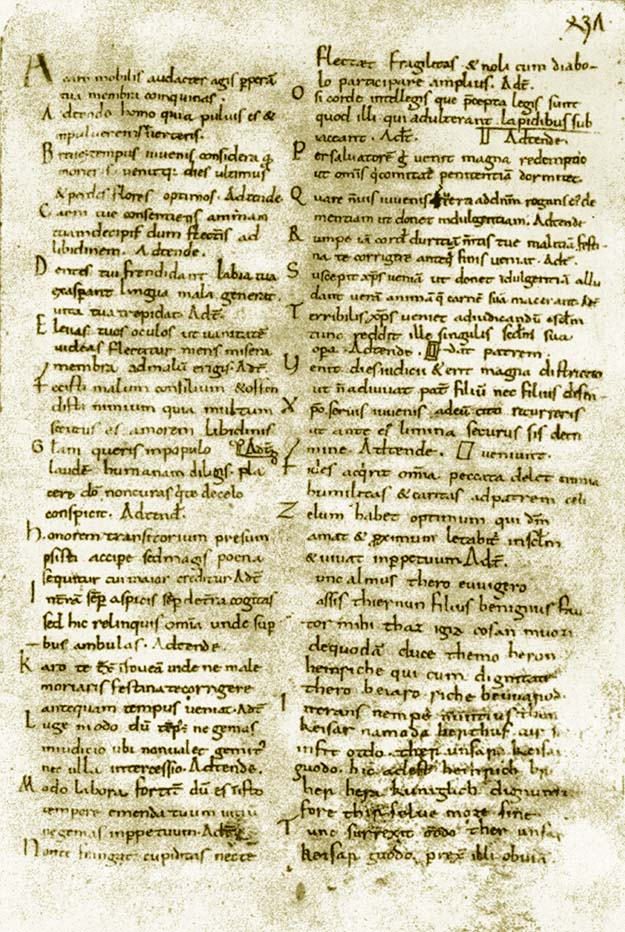
Página con un texto en latín medieval de los Carmina Cantabrigiensia (Cambridge University Library).

## Cambios en vocabulario, sintaxis, gramática y ortografía

### Influencias
El latín medieval se caracterizó por su extenso vocabulario, que se formó al tomar vocablos de otras fuentes. Estuvo fuertemente influido por la Vulgata, que contaba con muchas particularidades ajenas al latín clásico (resultado de traducciones más o menos literales de los textos originales en hebreo y griego) que fueron reflejadas no solo en su vocabulario, sino también en su gramática y sintaxis. El griego aportó gran parte del vocabulario técnico del cristianismo. Las diferentes lenguas germánicas habladas por las tribus germánicas, que invadieron Europa Occidental, fueron también una fuente importante de nuevas palabras. Los líderes germánicos se convirtieron en los señores de Europa Occidental, y así muchas palabras de sus idiomas fueron importadas al vocabulario legal. Otras palabras más ordinarias fueron reemplazadas por invenciones del latín vulgar o fuentes germánicas porque las palabras clásicas habían caído en desuso.
El latín también se expandió a áreas tales como Irlanda y Alemania, donde las lenguas romances no se hablaban y nunca se había conocido a los romanos. Las obras escritas en estas tierras (donde el latín fue aprendido como lengua sin relación con la lengua madre) también influyeron en el vocabulario y la sintaxis del latín medieval.
Desde que materias como la ciencia y la filosofía comenzaron a transmitirse en latín, el desarrollo de su vocabulario ha sido la fuente de una gran cantidad de palabras técnicas en las lenguas modernas.

### Influencia del latín vulgar
Hubo también influencia del latín vulgar en lo referente a la sintaxis de algunos escritores en latín medieval, aunque el latín clásico continuó siendo muy bien estimado y estudiado como modelo para la composición literaria. El punto culminante del desarrollo del latín medieval como lenguaje literario llegó con el Renacimiento carolingio, un renacimiento del aprendizaje bajo el patrocinio de Carlomagno, rey de los francos. Alcuino de York fue el secretario latino de Carlomagno y un importante escritor; su influencia condujo a un renacimiento de la literatura latina y el estudio después del período de depresión seguido por la desintegración final de la autoridad romana en Europa Occidental.
Aunque simultáneamente se desarrollaban las lenguas romances, el latín en sí permaneció muy conservador, ya que no era una lengua materna y había muchos libros de gramática de la Antigüedad y de la Edad Media para dar una forma estándar. Por otro lado, estrictamente hablando, no había una única forma de latín medieval. Todos los autores que escribían en latín en el período medieval hablaban latín como segundo idioma, variando los grados de fluidez, sintaxis, gramática y vocabulario, a menudo influidos por la lengua materna del autor. Esto fue especialmente cierto comenzando el siglo XII; después, la lengua comenzó a corromperse cada vez más: los documentos en latín medieval tardío escritos por autores francoparlantes tienden a mostrar similitudes con la gramática y el vocabulario del francés medieval; aquellos escritos por alemanes, con el alemán, etc.

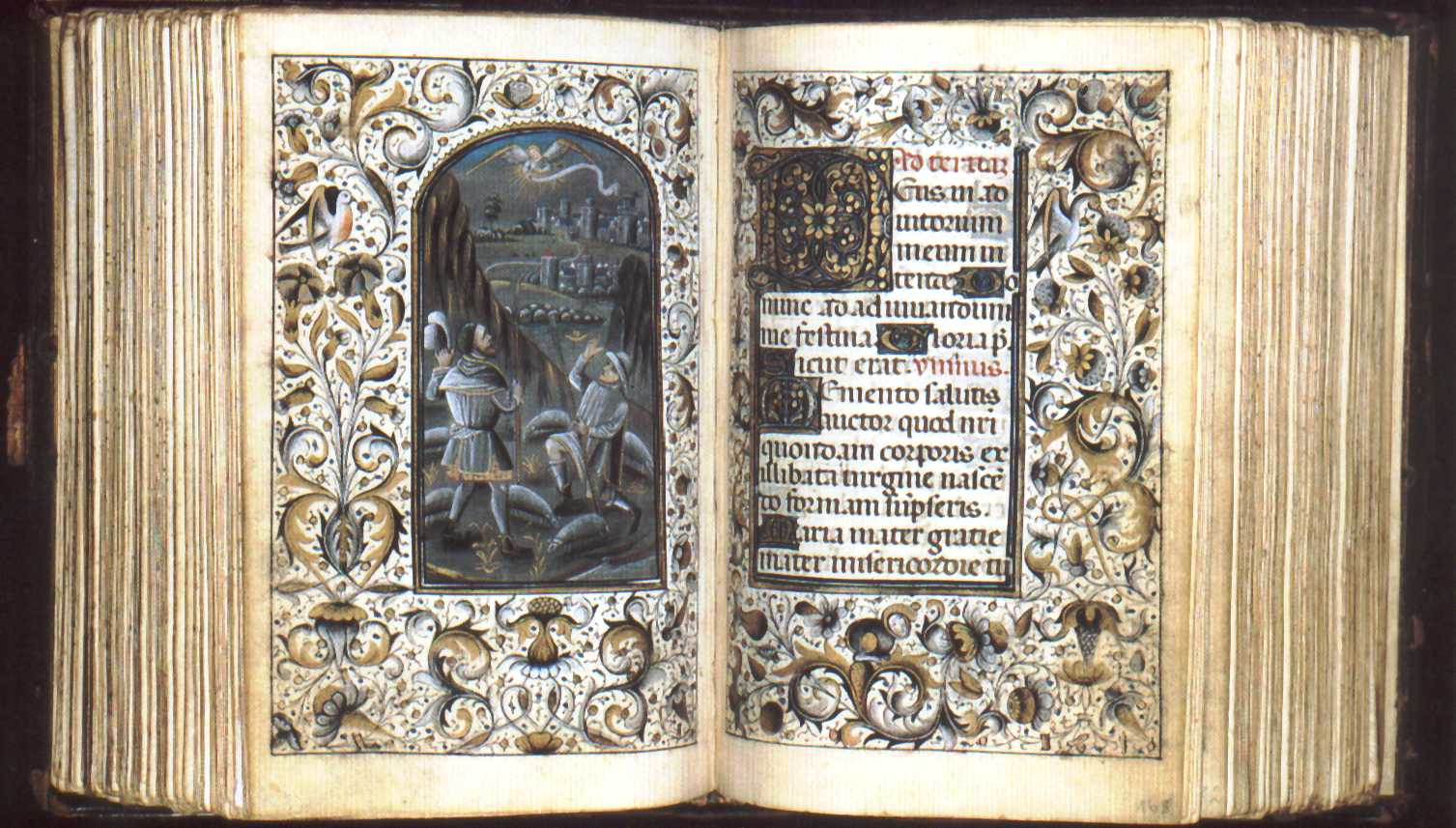
Un manuscrito ilustrado de un libro de horas contiene plegarias en latín medieval.

### Cambios en ortografía
La mayoría de las diferencias entre el latín clásico y el medieval se encuentran en la ortografía. Algunas de las diferencias más frecuentes son:
- El diptongo æ colapsa y se escribe normalmente como e (o e caudata, ę); por ejemplo, puellæ puede escribirse como puelle. Lo mismo ocurre con el diptongo œ, por ejemplo en pena y Edipus, provenientes de pœna y Œdipus, respectivamente.
- La y y la i se usan casi indistintamente; debido al importante declive en el conocimiento sobre Grecia, se da una confusión entre estas dos letras en nombres y palabras provenientes del griego o transmitidas a través de este: Ysidorus en vez del clásico Isidorus y Egiptus en vez de Ægyptus.
- Se elide la h: Así, habere se transforma en abere y mihi se convierte en mi (esto también ocurre en latín clásico); incluso mihi puede ser escrita michi, indicando la h que se pronuncia /k/, pronunciación que hoy en día aún es usada en latín eclesiástico (esta pronunciación no se da en latín clásico).
- La pérdida de la h en la pronunciación también conduce a la adición de h en la escritura donde no había estado primeramente, especialmente en la vecindad de r, tal como en chorona por corona, una tendencia que también se vio en latín clásico pero con menor frecuencia.
- La secuencia ti se escribe como ci ante vocal;, así, divitiæ se convierte en divicie, tertius en tercius, vitium en vicium, etc.
- La secuencia mn puede sufrir epéntesis; así, alumnus se convierte en alumpnus, somnus en sompnus, etc.
- Las consonantes simples se escriben a menudo como dobles y viceversa; de este modo, Africa se convierte en Affrica y tranquillitas en tranquilitas.
- La secuencia vi se pierde, especialmente en verbos en tiempos perfectos; así, novisse se convierte en nose (esto ocurrió en latín clásico también, pero en menor medida que en latín medieval).
- El sistema de numeración clásico: en el cual 4 era IIII; 9, VIIII; 40, XXXX; 90, LXXXX; 400, CCCC y 900, DCCCC, pasa a simplificarse y a restar en estas cantidades, es decir: 4 es IV; 9, IX; 40, XL; 90, XC; 400, CD y 900, CM.

A menudo, estas diferencias ortográficas se debían a los cambios en la pronunciación o, como en el último ejemplo, morfología de otras lenguas, los cuales los autores reflejaban en su escritura.

## Literatura del latín medieval
El corpus de la literatura del latín medieval abarca una amplia gama de textos, incluyendo trabajos diversos tales como sermones, himnos, libros de viajes, novelas, epopeyas y poesías líricas.

### Período temprano
La primera mitad del siglo V vio actividades literarias de los grandes autores cristianos Jerónimo de Estridón (c. 347-420) y Agustín de Hipona (354-430), cuyos textos fueron de enorme influencia sobre los pensamientos teológicos de la Edad Media, y del último discípulo Próspero de Aquitania (c. 390-c. 455). Desde finales del siglo V y principios del siglo VI, Sidonio Apolinar (c. 430 hasta después del 489) y Enodio de Pavía (474-521), ambos de Galia, fueron reconocidos por sus poemas.
Este fue también un período de transmisión: El patricio romano Boecio (c. 480-524) tradujo parte del corpus lógico de Aristóteles, preservando de este modo para el latín occidental, y escribió el influyente tratado literario y filosófico Consolación de la filosofía; Casiodoro (c. 485-c. 585) fundó una importante biblioteca en un monasterio donde muchos textos de la Antigüedad han sido preservados. Isidoro de Sevilla (c. 560-633) coleccionó todo el conocimiento científico disponible en su época en lo que fue llamada la primera enciclopedia: las Etimologías.
Gregorio de Tours (c. 538-594) escribió una muy larga historia de los reyes francos. Gregorio provenía de una familia de la aristocracia galo-romana, y su latín, el cual mostró muchas aberraciones de las formas clásicas, testifica la declinación de la importancia de la educación clásica en Galia. Al mismo tiempo, el buen conocimiento del latín y aun del griego fue siendo preservado en Irlanda y fue llevado a Inglaterra y el continente europeo por los misioneros en el transcurso de los siglos VI y VII. Irlanda también fue el lugar de nacimiento de un estilo poético extraño conocido como latín hispérico. Benito Biscop (c. 628-690) fundó el monasterio de Wearmouth-Jarrow y lo amuebló con libros que trajo de un viaje a Roma y que fueron usados más tarde por Beda (c. 672-735) para escribir su Historia eclesiástica del pueblo inglés.

## Autores importantes del latín medieval

### SiglosIVyV
- Egeria (fl. 385)
- Jerónimo (c. 347-420)

### SiglosVI,VIIyVIII
- Gildas (m. c. 570)
- Venancio Fortunato (c. 530-c. 600)
- Gregorio de Tours (c. 538-594)
- Isidoro de Sevilla (c. 560-636)
- Beda (c. 672-735)

### SiglosIXyX
- Raterio de Verona (890-974)
- Tietmaro de Merseburgo (975-1018)

### SigloXI
- Marianus Scotus (1028-1082)
- Adán de Bremen (fl. 1060-1080)

### SigloXII
- Pedro Abelardo (1079-1142)
- Godofredo de Monmouth (c. 1100-c. 1155)
- Otto von Freising (c. 1114-1158)
- Pedro de Blois (c. 1135-c. 1203)
- Philippe Gautier de Châtillon (fl. c. 1200)
- El Archipoeta (fl. 1159-1167)

### SigloXIII
- Giraldus Cambrensis (c. 1146-c. 1223)
- Saxo Grammaticus (c. 1150-c. 1220)
- Tommaso da Celano (c. 1200-c. 1265)
- Alberto Magno (c. 1200-1280)
- Roger Bacon (c. 1214-1294)
- Santo Tomás de Aquino (c. 1225-1274)
- Siger de Brabant (c. 1240-1280s)
- Duns Scoto (c. 1266-1308)

## Movimientos literarios del latín medieval
- Goliardos
- Latín hispérico

## Obras importantes del latín medieval
- Carmina Burana
- Pange lingua
- Suma teológica
- Etimologías (Isidoro de Sevilla)
- Dies irae
- Decreto de Graciano